# Abou el Kacem Chebbi
Vous lisez un « article de qualité » labellisé en 2010.
Pour les articles homonymes, voir Kacem et Chebbi.
Œuvres principales
- L'Imagination poétique chez les Arabes (1929)
- La Volonté de vivre (1933)
- Ela Toghat Al Alaam (1934)
- Les Chants de la vie (1955)
- Journal (1965)

Abou el Kacem Chebbi (arabe : أبو القاسم الشابي), également orthographié Aboul Kacem Chabbi ou Aboul-Qacem Echebbi, né probablement le 24 février 1909 à Tozeur et mort le 9 octobre 1934 à Tunis, est un poète tunisien d'expression arabe considéré par Abderrazak Cheraït comme le poète national de Tunisie.
Très jeune, Chebbi voyage à travers toute la Tunisie. En 1920, il entre à l'université Zitouna où il connaît de difficiles conditions de vie. En parallèle à l'écriture de ses poèmes, il participe aux manifestations anti-zitouniennes qui agitent alors Tunis. Ayant terminé ses études, il commence à fréquenter des cercles littéraires et, le 1er février 1929, tient une conférence à la Khaldounia avec pour sujet l'imagination poétique chez les Arabes. Il y critique la production poétique arabe ancienne et cette conférence, bien qu'elle déclenche dans tout le Proche-Orient des réactions violentes à son encontre, participe au renouvellement de la poésie arabe. Mais son père meurt en septembre de la même année et, en janvier 1930, Chebbi veut donner à nouveau une conférence qui soit à la hauteur de celle de la Khaldounia. Toutefois, celle-ci est boycottée par ses adversaires, ce qu'il ressent comme un véritable échec. Sa santé, déjà fragile, se dégrade encore considérablement et il meurt subitement à l'âge de 25 ans.
Abderrazak Cheraït considère Abou el Kacem Chebbi comme « l'un des premiers poètes modernes de Tunisie ». Ses poèmes apparaissent dans les plus prestigieuses revues de Tunisie et du Moyen-Orient. Fortement influencé par le romantisme européen des XVIIIe et XIXe siècles, Chebbi, qu'on a pu surnommer « le Voltaire arabe », se penche sur des thèmes comme la liberté, l'amour et la résistance, notamment dans son fameux Ela Toghat Al Alaam qui s'adresse « aux tyrans du monde » et qu'il écrit en plein protectorat français de Tunisie.

## Biographie

### Famille
Chebbi naît au sein d'une noble famille lettrée et intellectuelle en février 1909 (sans doute le 24, soit le 3 Safar 1327 dans le calendrier hégirien) dans le hameau familial de Châbbiya (devenu aujourd'hui l'un des quartiers de Tozeur correspondant au lieu-dit Ras El Aïn). Châbbiya est à l'origine le nom d'une confrérie mystique fondée par l'ancêtre des Chebbi, Ahmed Ibn Makhlouf Chebbi (1431-1492). Hatem Bourial s'exprime ainsi sur la date de naissance exacte de Chebbi : 
« Est-il véritablement né un 24 février ? Nul ne le sait vraiment : seule certitude, l'année 1909 fut celle de sa naissance et, de son vivant, il n'apporta aucun démenti à cette date du 24 février. »
Son père, le cheikh Mohamed Ben Belgacem Ben Brahim Chebbi, né en 1879, amateur de poésie et de littérature, a acquis une formation traditionnelle à l'université Zitouna ; il part en 1901 étudier à l'université al-Azhar du Caire. À son retour, après sept ans, il se marie à la mère de Chebbi. On ne sait rien de celle-ci à l'exception de quelques apparitions en filigrane dans certains de ses poèmes comme celui intitulé Cœur maternel. Chebbi est l'aîné de ses frères Abdelhamid et Mohamed Lamine, ou plus simplement Lamine. Ce dernier devient secrétaire d'État (équivalent de ministre) de l'Éducation nationale, du 15 avril 1956 au 6 mai 1958, dans le premier gouvernement formé après l'indépendance de la Tunisie,. Abderrazak Cheraït indique qu'il a aussi un troisième frère. Chebbi a également une cousine poétesse, Fadhila.
À peine est-il circoncis que la famille Chebbi quitte Tozeur. En effet, le père de Chebbi étant devenu cadi le 22 mars 1910, cette fonction conduit la famille à parcourir la Tunisie selon les villes où il est nommé. Ils arrivent à Siliana en 1910, à Gafsa en 1911, à Gabès en 1914, à Thala en 1917, à Medjez el-Bab en 1918, à Ras Jebel en octobre 1924 et à Zaghouan en 1927. Chebbi reçoit une éducation traditionnelle à l'école primaire coranique de ces diverses localités. Sa poésie garde la trace de la variété des paysages de ces villes, d'autant plus que le jeune garçon mène une vie plus contemplative que ses camarades, notamment à cause de la fragilité de son cœur dont il souffre très tôt.

### Jeunesse
Chebbi doit suivre la voie tracée par son père : il entre donc le 11 octobre 1920 à l'université Zitouna de Tunis où il apprend le Coran, la tradition de la religion et quelques aspects de poésie mystique. Il habite ainsi dans des médersas pendant dix ans — soit toute son adolescence —, dans des conditions difficiles compte tenu de sa santé précaire. Mohamed Farid Ghazi (ar) rapporte que « plus tard dans son Journal, il juge avec sévérité et mépris cet enseignement sclérosé ». Alors que ses deux frères sont inscrits dans des écoles franco-arabes, Chebbi suit une formation dans un arabe pur et classique. Il découvre des auteurs occidentaux, notamment les romantiques, à travers des traductions en arabe qu'il trouve dans la fréquentation assidue, dès 1927, des bibliothèques de la Khaldounia (institut fondé par les nationalistes tunisiens), du club littéraire de l'Association des anciens élèves du collège Sadiki ou du club littéraire An-Nâdi Al Arabi (Foyer arabe).
À la Khaldounia, il lit Alphonse de Lamartine dont Raphaël (1849) est l'une de ses œuvres préférées, Johann Wolfgang von Goethe et ses Souffrances du jeune Werther (1774), Ossian mais aussi des auteurs arabes, comme l'écrivain égyptien Taha Hussein et son essai De la littérature antéislamique (1926), Abbas Mahmoud Al-Akkad et Muhammad Husayn Haykal et son célèbre roman Zaynab (1914). Il y lit aussi les œuvres des auteurs de l'école syro-libanaise du Mahjar (diaspora), établie principalement aux États-Unis, dont le poète libanais Gibran Khalil Gibran, Elia Abu Madi et Mikhail Naimy,. Il a apprécié toute la production de Gibran et notamment ses poèmes en prose intitulés Al-Awasif (Les Tempêtes, 1920). Au sein du club littéraire de l'Association des anciens élèves du collège Sadiki, il accède à la traduction en arabe de Paul et Virginie (1787) de Jacques-Henri Bernardin de Saint-Pierre, Les Martyrs (1809) de François-René de Chateaubriand, Pour la couronne (1895) de François Coppée et Sous les tilleuls (1832) d'Alphonse Karr. Il y lit également certaines œuvres de Lamartine, Victor Hugo, Alfred de Vigny, Alfred de Musset, mais aussi des nouvelles de Colette, de Claude Farrère et de Paul Hervieu. Il y lit aussi l'ouvrage À quoi tient la supériorité des Anglo-Saxons ? (1897) d'Edmond Demolins, traduit en arabe par Fathi Zaghloul. Sa curiosité l'amène enfin à lire le poète anglais John Keats, le poète Al-Mutanabbi et probablement le Prométhée (1789) de Goethe ou le Prométhée mal enchaîné (1899) d'André Gide.

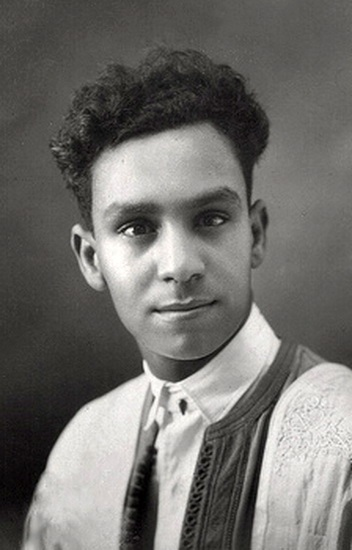
Abou el Kacem Chebbi durant sa jeunesse.

À partir de quatorze ans, Chebbi écrit ses premiers poèmes. En 1924, son père est nommé à Ras Jebel puis à Zaghouan. trois ans plus tard. Pendant cette période, Chebbi écrit successivement : Ô Amour (1924), Tounis al-Jamila (La Belle Tunisie, 1925), La Guerre, La Complainte de l'orphelin et Le Chant du tonnerre (1926), Poésie, Rivière d'amour, D'hier à aujourd'hui et L'Éclat de la vérité (1927). Cette même année, sa concubine à Zaghouan meurt. À 18 ans, Chebbi fait une rencontre importante avec l'éditeur tunisois Zine el-Abidine Snoussi, animateur d'une sorte de cénacle littéraire dans son imprimerie Dar al-Arab (rue Saïda Ajoula dans la médina de Tunis) qui édite des écrivains comme Mahmoud Messadi, Mustapha Khraïef, Ali Douagi ou Tahar Haddad. Snoussi publie l'année suivante son Anthologie de la littérature tunisienne contemporaine en arabe (1928) où il consacre pas moins de trente pages à Chebbi qui y rédige 27 poèmes.
Les poèmes de Chebbi sont également publiés dans le supplément littéraire du journal En Nahda. Il milite au sein de l'Association des jeunes musulmans et est élu président du récent comité des étudiants, dans un climat de contestation de l'enseignement zitounien qui agite alors la capitale et qui va jusqu'à des menaces de grève. En tant que membre du conseil de réformes, conseil composé d'étudiants, il insiste « sur la nécessité de rénover et de moderniser l'enseignement scolastique zitounien ». Il rédige alors un Cahier des revendications des étudiants zaytouniens. Ayant terminé avec succès ses études secondaires à la Zitouna en 1928, il s'installe à l'hôtel et s'inscrit en cours de droit à l'École de droit tunisien.
Il fréquente désormais les réunions et les cercles littéraires, et commence à intéresser les milieux intellectuels et artistiques. Il arbore des tenues plutôt dandy : Chebbi ne met généralement pas de chéchia et se rase la barbe — choses que les Zitouniens n'osent faire qu'après l'indépendance —, il s'habille avec élégance et ne porte pas les insignes obligatoires des bacheliers ès sciences théologiques zitouniens.

### Conférence retentissante à la Khaldounia
Le 1er février 1929, à la Khaldounia, Chebbi, avec l'appui du club littéraire de l'Association des anciens élèves du collège Sadiki, tient une conférence retentissante de deux heures sur le thème de « l'imaginaire poétique et la mythologie arabe » et s'indigne que « l'histoire n'a[it] retenu de la mythologie arabe que peu de choses », manque qu'il explique en ces termes : 
« Contrairement à d'autres civilisations, les légendes ou contes ne se trouvent dans aucun recueil, aucun manuscrit. Ils restent dispersés dans différents ouvrages ou sont transmis par la tradition orale, au point que les rassembler serait très difficile. »
 Son exposé consiste en fait en une rude critique littéraire de la production poétique arabe depuis le premier siècle de l'hégire (VIIe siècle) qui fait à l'époque scandale. Le jeune homme de vingt ans, « qui ne connaît aucune langue étrangère et [...] n'a jamais quitté son pays », surprend par l'originalité de ses idées et l'audace de ses jugements : 
« Les poètes arabes n'ont jamais exprimé de sentiments profonds, car ils ne considéraient pas la nature avec un sentiment vivant et méditatif, comme quelque chose de sublime, mais plutôt comme on regarde d'un œil satisfait un vêtement bien tissé et coloré ou un beau tapis, rien de plus. »
 De plus, il pense que les Arabes « n'avaient comme expression de la beauté que celle de la femme », mais il leur reproche qu'au lieu « de la placer sur un piédestal et de la voir d'un regard noble et sacré, à l'exemple des artistes grecs qui en firent leurs muses, le poète arabe ne l'évoque qu'en tant qu'objet de son désir et de sa convoitise charnelle ». Chebbi choque par des propos tels que « la vision de la femme dans la littérature arabe est une vision médiocre, très basse et complètement dégradée ». »

Comme l'indique Ameur Ghedira, cette conférence « [déclenche] d'abord en Tunisie, puis au Proche-Orient, une série de réactions violentes contre son auteur », surtout de la part des conservateurs et des poètes salafistes. Jean Fontaine remarque quant à lui que « Chebbi voit surtout les aspects négatifs de la poésie arabe ancienne ». Il ajoute que le poète Abou el Kacem Chebbi « adopte la même démarche que les romantiques voulant une littérature qui corresponde à la vie ». Le professeur Mongi Chemli décrit la conférence comme ayant « [sanctionné] l'inévitable : le divorce inéluctable avec l'ancien, la rupture irréversible avec le traditionnel ». Chebbi rappelle néanmoins : « Si j'appelle de mes vœux le renouveau [...] ce n'est point pour dénigrer la littérature de nos ancêtres ». Muhyi al-dîn Klibi, ami de Chebbi, fait le compte-rendu de la conférence en ces termes : 
« Cette conférence avait soulevé un grand écho dans les cercles littéraires de telle sorte qu'on peut dire qu'elle constitue le début de la querelle des Anciens et des Modernes, qu'elle a poussé à une sèche polémique entre les partisans du passé et ceux du renouveau. »
Le jour même de cette conférence — qui a lieu pendant le ramadan —, Abou el Kacem Chebbi doit retourner à Zaghouan où son père est gravement malade. Après l'Aïd el-Fitr, il revient à l'imprimerie vérifier l'édition par souscription du texte de sa conférence, qui devient effective en avril. Le livre paraît donc finalement et tous les exemplaires disponibles sont vendus. Fier du succès qu'il obtient, Chebbi compte éditer un recueil de poésie avec 83 poèmes. Il l'intitule Aghani al-Hayat — plus tard traduit par Les Chants de la vie, Odes à la vie, Cantiques à la vie ou encore Hymnes à la vie — et le propose par souscription à quinze francs. Toutefois, ce diwan n'est pas publié de son vivant.

### Mariage et début de la décadence
En juillet 1929, il écrit C'en est trop mon cœur. Vers la fin du mois, son père, mourant, retourne à Tozeur où la famille Chebbi lui rend visite. On suppose que c'est à ce moment-là qu'il promet la main de son fils à l'une de ses cousines, Shahla Ben Amara Ben Ibrahim Chebbi, avec qui Chebbi a deux enfants : Mohamed Sadok, né le 29 novembre 1931, qui devient colonel dans l'armée, et Jalal, né le 4 janvier 1934, futur ingénieur. Son père meurt finalement le 8 septembre 1929. Cette disparition le touche profondément et, le 29 octobre, Abou el Kacem Chebbi lui rend hommage par son poème Ilâ Allah (1929), qui se traduit par À Dieu. Chebbi dit de lui : « Il m'a fait saisir le sens de la bonté et de la tendresse, et m'a appris que la vérité est la chose la meilleure dans ce bas monde, et la chose la plus sacrée dans l'existence ».

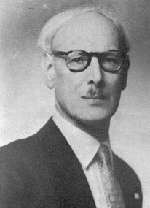
Portrait du docteur Mahmoud El Materi.

En décembre 1929, un foyer de peste éclate dans le sud de la Tunisie. Cette même année, il écrit Ya Ibn Ommi (que l'on peut traduire par Ô mon frère et qui signifie littéralement Ô fils de ma mère), notamment connu pour une phrase célèbre : « La vie n'attendra pas celui qui dort ». Cette année 1929 marque aussi le début des véritables complications de sa santé qui se dégrade encore considérablement pendant le premier hiver de 1930. Son ami Zine el-Abidine Snoussi le présente au médecin Mahmoud El Materi qui diagnostique une asthénie physique et morale. Le 1er janvier, Chebbi décide de commencer son Journal.
Le 13 janvier, il tient une conférence à la médersa Slimania sur le thème de la littérature maghrébine. Boycottée par ses adversaires, les oulémas zitouniens et les conservateurs, cette conférence s'avère un véritable échec pour Chebbi, la salle, quasiment vide, n'étant composée que de ses proches amis. Magnin pense qu'« une conspiration [...] fut organisée autour de lui par certains tenants de la tradition littéraire ». Chebbi écrit le jour même, semble-t-il, Le Prophète méconnu, long poème publié en petit nombre d'exemplaires dans une plaquette de luxe aux éditions L'Art au service des Lettres,. Il s'y compare à un « prophète méconnu » et analyse l'état malheureux d'un « poète-philosophe » jugé fou par son peuple « idiot ».
Sans doute au cours de l'été 1930, son mariage, dont on ne sait pas grand-chose, est enfin célébré. Il participe alors à la nouvelle revue de Snoussi, Al-âlam al-adabi (Le Monde littéraire), et au supplément littéraire d'En Nahda ; la revue cairote Apollo publie quelques-uns de ses poèmes,. Il refait une nouvelle version de son diwan mais, toujours par manque de souscripteurs, ne réussit pas à le faire publier. Il n'a alors que vingt ans.

### Dernières années
Alors qu'il ressent de plus en plus d'indifférence de la part de ses compatriotes, le poète est en proie à des crises d'étouffement. On parle alors de myocardite et de tuberculose. Selon Mohamed Farid Ghazi (ar), la maladie dont serait atteint Chebbi touche surtout les enfants et les jeunes entre dix et trente ans, principalement les personnes à l'âge de la puberté.
Ayant terminé ses études et reçu son diplôme en 1930, il effectue un stage de jeune avocat au tribunal de la Driba, mais, en 1931, par déception ou par obligation, il retourne s'installer à Tozeur. Chebbi va alors s'occuper de sa famille, sa mère et ses frères, dont il a désormais la charge. Le 13 octobre, il écrit Prières au temple de l'amour (Salawat fi hakel al-Hob, 1931), inspiré, selon l'homme de lettres kairouanais Mohamed Hlioui, par la beauté d'une jeune touriste européenne de vingt ans se promenant au milieu des palmiers d'une oasis de Tozeur, non loin du village natal du poète. Le texte s'ouvre ainsi : 
Exquise tu es comme l'enfance, comme les rêves,

Comme la musique, comme le matin nouveau,

Comme le ciel rieur, comme la nuit de pleine lune,

Comme les fleurs, comme le sourire d'un enfant.
Le 17 octobre, sa maladie l'empêche de participer à la réception organisée au casino du parc du Belvédère à l'occasion de la parution de l'ouvrage de Tahar Haddad, Notre femme dans la législation islamique et la société. Son premier fils, Mohamed Sadok, naît le 29 novembre. L'année suivante, Chebbi crée l'association de l'amicale du Jérid et l'inaugure par une conférence sur l'hégire le 7 mai 1932. Ce même été, il part à Aïn Draham avec son frère Lamine et tous deux font un passage à Tobrouk (Libye), malgré la douleur ressentie par Abou el Kacem en raison de sa mauvaise santé.

Pour Chebbi, 1933 est une année féconde : il écrit Pastorale en février. En avril, la revue Apollo publie à nouveau ses poèmes. Durant l'été, il se rend successivement à Souk Ahras (Algérie) puis à Tabarka où il rédige le 16 septembre 1933 la qasida La Volonté de vivre, puis Mes chansons ivres et Sous les branches,. À l'automne, il rentre à Tozeur et en décembre, il compose La Chanson de Prométhée. Ce poème de 36 vers, écrit selon la prosodie arabe classique, a pour titre original Nachid al-jabbar aw hakaza ghanna Promithious, ce qui signifie Le Chant du géant ou Ainsi chantait Prométhée. Quoique non autobiographique, le poème recèle en filigrane les souffrances physiques et morales de son auteur. La Chanson de Prométhée, écrit à la première personne du singulier s'exprimant au temps du futur, commence par ce distique : 
Je vivrai malgré la maladie qui me ronge

Et les ennemis qui m'assaillent.
Alors que son second fils Jalal voit le jour en janvier 1934, Chebbi compose durant le mois de février L'Aveu, puis Le Cœur du poète en mars, et son célèbre Ela Toghat Al Alaam (إلى طغاة العالم) — en français Aux tyrans du monde — en avril. Au printemps, il se repose à El Hamma du Jérid, oasis située à proximité de Tozeur.
Mais la maladie continue à peser sur lui. Le 26 août 1934, Chebbi part se soigner à l'Ariana où l'on ne parvient pas à identifier la nature de son mal. Il a encore la force de retrouver ses amis, puisqu'une photo de lui prise à Hammam Lif peu avant sa mort paraîtra en couverture d'Al-âlam al-adabi au mois de décembre suivant. Le 3 octobre, il est admis à l'hôpital italien de Tunis — actuel hôpital Habib Thameur — pour une myocardite et y meurt au matin du 9 octobre, à 4 heures, soit le 1er rajab 1353 du calendrier hégirien, alors qu'il est à peine âgé de 25 ans. Sa mort suspend le projet qu'il a eu durant l'été de publier son diwan.

## Caractéristiques de son œuvre

### Thèmes
Les thèmes de prédilection d'Abou el Kacem Chebbi sont la vie, la mort, la nature, la liberté, l'amour, la mélancolie, l'évasion, l'isolement, l'exil, la révolte, etc,. Ces thèmes, fortement influencés par le romantisme, font que les critiques et les chercheurs qui se sont penchés sur son travail le considèrent lui-même comme un romantique ; Abderrazak Cheraït le juge même comme étant « le poète romantique par excellence, le révolté ».
Avec Chebbi, la poésie tunisienne se modernise car, pour lui, la poésie arabe s'est auparavant calcinée à des finalités (aghrad) qui lui font perdre de sa fraîcheur. Ainsi, Chebbi donne dans Poésie un certain nombre de définitions de la poésie qui rompent avec les conceptions de l'époque. Il y définit notamment la poésie comme étant « un cri de l'âme triste », « l'écho d'un cœur en pleurs », « la beauté des lumières crépusculaires » et « l'inspiration de la vie et le langage des anges ». Le 26 janvier 1930, il débute ainsi son Journal : « Je suis un poète. Or le poète a sa manière propre d'appréhender la vie, qui diffère peu ou prou de celle des autres ».

Le regard novateur de Chebbi motive un « rêve de changement, de reconsidération de la condition humaine, par le combat envers tout ce qui pourrait » priver l'homme d'évolution. En outre, même si la poésie de Chebbi reste elle-même assez classique sur la forme — il garde ainsi la métrique classique — le fond est d'une grande nouveauté pour l'époque. Ainsi, dans des poèmes comme Ela Toghat Al Alaam où, en plein protectorat, il dénonce le colonialisme français, il fait preuve d'humanisme : « Il est [...] le poète de la liberté qui appelle [...] à la rébellion contre les tyrans ». Le texte de ce poème s'ouvre ainsi : 
Ô tyran oppresseur...

Ami de la nuit, ennemi de la vie...

Tu t'es moqué d'un peuple impuissant

Alors que ta main est maculée de son sang.
L'écrivain Jalal El Mokh considère d'ailleurs que la conférence L'Imagination poétique chez les Arabes à la Khaldounia constitue la « ligne directrice » de l'œuvre du poète dans le sens où elle guide ses aspirations et ses objectifs. Le journaliste Foued Allani, quant à lui, en vante le texte comme étant « le premier texte arabe ayant formulé de violentes critiques à l'égard d'un art sacré dans la littérature arabe ».
La poésie de Chebbi est enfin censée exprimer ses sentiments, ses soucis et ses souffrances avec sincérité. Il est en ce sens décrit comme le « poète de la douleur et des sentiments exacerbés » et Jacques Berque voit ainsi en lui « le meilleur exemple de l'inquiétude arabe des Temps modernes ». Toutefois, selon Mongi Chemli, la poésie de Chebbi n'offre pas une vision pessimiste du monde ; celui-ci a en effet rappelé que « la vie prévaut sur la douleur ».

### Langue
La poésie est le genre littéraire le plus répandu en Tunisie et c'est dans ce contexte que son classicisme se trouve bouleversé par Chebbi qui, bien qu'élevé dans un arabe littéral, apprécie le « parler populaire » tunisien. Il déclare à propos des écrivains tunisiens partisans de l'arabe classique : 
« [Ils] sont prisonniers d'un grand nombre de clichés et de contraintes poétiques qui les forcent à imiter les anciens, ils écrivent une langue qui n'est pas la leur. »
La particularité linguistique de l'œuvre de Chebbi est qu'il s'exprime « dans un langage nouveau, rompant avec une tradition séculaire ».

### Prose
La production littéraire de Chebbi ne s'arrête pas à la poésie en vers ; ses écrits en prose présentent également un certain intérêt littéraire. Pourtant, lors d'une rencontre organisée le 4 avril 2009 à la Maison de la culture Ibn-Khaldoun à Tunis, le poète Souf Abid note que les poèmes en prose de Chebbi sont méconnus et que même lui, en tant que chercheur, a eu des difficultés à les trouver. Il souligne cependant qu'ils sont au nombre de quinze, traitent de différents thèmes et sont écrits entre 1925 et 1930.
De plus, le travail de Chebbi ne s'arrête pas à la poésie ; comme le montre le texte de sa conférence sur L'Imagination poétique chez les Arabes, et aussi son Journal où, par de courts extraits, il exprime une opinion sur lui-même et sur son travail poétique. La part autobiographique y est assez réduite, bien qu'il y livre quelques indications sur son caractère, son éducation et ses goûts. Ce Journal constitue en fait une sorte de journal intime composé de 22 textes rédigés du 1er janvier au 6 février 1930,. Tous sont rassemblés en un recueil édité pour la première fois à Tunis en 1966, bien que bon nombre d'entre eux aient été publiés dans des journaux du vivant de leur auteur.
Enfin, Chebbi a également entretenu une correspondance, notamment avec Mohamed Hlioui, Mikhail Naimy, Slimane Aïssa, l'Égyptien Salama Moussa, son ami l'instituteur Mohamed Bachrouch (1911-1944) originaire de Dar Chaâbane ainsi que son éditeur Zine el-Abidine Snoussi.

### Mise en musique
La poésie de Chebbi offrant une mélodie rythmée, elle a souvent intéressé les chanteurs et les compositeurs qui l'ont mise en musique.
La Volonté de vivre a ainsi été interprété par la chanteuse arabe Souad Mohamed sur une musique composée par Halim el-Roumi. Une autre version a été composée par Riad Al Sunbati pour être chantée par la même Souad Mohamed. Le poème a également été interprété par Leila Hjaiej et Oum Kalthoum. Prières au temple de l'amour a été chanté par le Libyen Kadhem Nadim mais aussi par Thameur Abdeljaoued ; La Complainte de l'orphelin l'a été par Houyem Younes sur une musique composée par le Libanais Chafiq Abou Chaqra, selon Abdelhafidh Guelmami. Ce dernier poème a également été chanté par Adnène Chaouachi et Sonia M'Barek. Son poème Ya Ibn Ommi (Ô mon frère, 1929) a aussi été mis en musique sous le titre Khoulikta Talikan ! (خلقت طليقا) et chanté par Fethia Khaïri, Ahmed Hamza et enfin Majida El Roumi. En 2002, alors que la seconde intifada touche le Proche-Orient, la chanteuse Latifa Arfaoui décide de mettre en musique le poème Ela Toghat Al Alaam, en faisant clairement allusion au conflit israélo-arabe dans son clip. Ce poème est déjà mis en musique auparavant par Hédi Guella en 1978.
Enfin, les poèmes de Chebbi ont également été chantés par Mohamed Ahmed, Lotfi Bouchnak, Safia Chamia, Mustapha Charfi, Lilia Dahmani, Ezzeddine Idir, Hédia Jouira, Mohamed Lahmar, Slah Mosbah, Walid Mzoughi, Oulaya, Salma Saâda (femme de Mohamed Saâda) et Abdelkrim Shabou.

## Influences

### Influences reçues par Chebbi

#### Influences littéraires du romantisme européen
Les premiers poèmes de Chebbi, rédigés entre 1924 et 1927, restent assez ordinaires et leurs thèmes (la femme comme source de plaisir, le vin, les fanfaronnades, l'éloge funèbre, etc.) sont plutôt communs pour cette époque. Il en ressort une inspiration omeyyade, abbasside et andalouse.
Toutefois, imprégné d'une manière très forte des courants littéraires et poétiques arabes, Chebbi représente surtout l'héritage tardif du romantisme qui a dominé l'Europe de la fin du XVIIIe siècle au milieu du XIXe siècle. Lord Byron, mort en héros lors de la guerre d'indépendance grecque, l'a certainement inspiré pour son poème La Volonté de vivre (1933), tout comme John Keats, poète du sensualisme esthétique, et Percy Bysshe Shelley. La Chanson de Prométhée rappelle ainsi à Sobhi Habchi le poème Prometheus Unbound (1920) de Shelley, tandis que son titre original (Le Chant du géant ou Ainsi chantait Prométhée) évoque au même Habchi le titre de l'œuvre philosophique de Friedrich Nietzsche, Ainsi parlait Zarathoustra (1883). Ce poème, reprenant la métaphore de l'aigle liée à Prométhée, évoque de ce fait L'Albatros (1861) de Charles Baudelaire.
Mais, à la différence des poètes romantiques français tels que Alfred de Vigny, Alfred de Musset, François-René de Chateaubriand, Lamartine ou encore Victor Hugo, Chebbi n'a pas fait prévaloir le sentiment sur la raison et l'imagination sur l'analyse critique. L'écrivaine et poétesse tunisienne Saloua Rachdi fait remarquer une autre différence entre Chebbi et les romantiques européens : pour eux, le romantisme est un courant antirévolutionnaire tandis que pour Chebbi, il est justement un moyen de révolte contre les poètes arabes.
Pourtant, on peut remarquer une certaine similitude entre Chebbi et Arthur Rimbaud dans la précocité du génie, le premier étant souvent présenté comme le « Rimbaud de l'Afrique du Nord ». La journaliste Faouzia Mezzi opère aussi une comparaison avec Gérard de Nerval pour les thèmes communs de l'ombre et du rêve. Chebbi se plaint quant à lui par la métaphore de ne pas pouvoir comprendre le français : « Je suis comme un oiseau n'ayant qu'une seule aile. Une aile aux plumes arrachées » ou « Je ne peux planer dans le monde de la littérature avec une seule aile emplumée ». Ameur Ghedira va même jusqu'à écrire que « l'attrait de l'Eldorado sur le plan de la postérité économique pour les travailleurs immigrés est de la même nature que la fascination exercée par la culture française sur [Chebbi] ».

#### Influence du christianisme, de l'école duMahjaret du romantisme

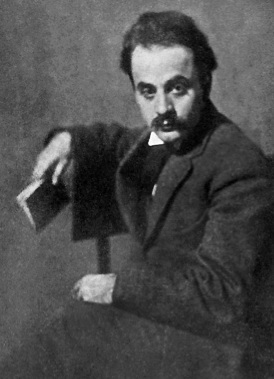
Gibran Khalil Gibran en avril 1913.

Chebbi a également été influencé par les auteurs du Mahjar dont les principaux poètes sont Gibran Khalil Gibran (dont Chebbi admire « le génie et l'art éternel ») et Elia Abu Madi. Selon l'analyse de Jalal El Mokh, l'influence conjuguée de Gibran et du romantisme sur Chebbi ont amené ce dernier à être imprégné des principes du christianisme. En effet, c'est ainsi que l'on peut expliquer, selon El Mokh, l'utilisation par Chebbi de termes liés à cette religion, tels que haykal (temple), taranim (chœur ou chants religieux), tajdif (blasphème), ajras (cloches), raheb (moine), keddis (saint), etc. El Mokh indique que certains concepts et idées se rattachant à cette religion sont repris par Chebbi, tels que la déification de la femme, la sacralisation de la maternité, la glorification de l'enfance et de la souffrance, etc. Pour El Mokh, il n'est d'ailleurs pas à exclure que Chebbi ait pris connaissance de la Bible et des Évangiles. El Mokh tempère toutefois l'inspiration qu'a pu en tirer Chebbi en ces termes : 
« Si Chebbi a été profondément influencé par les romantiques chrétiens inspirés par les principes de la pensée biblique et par la vie de Jésus, il n'en reste pas moins vrai que notre poète a su forger sa propre personnalité loin de toute imitation aveugle. »

#### Contexte de la Tunisie des années 1930
Les connaissances et le savoir de Chebbi se sont développés grâce au contact avec les milieux universitaires et les artistes du groupe Taht Essour (« sous les remparts ») dont il faisait partie,. La poésie de Chebbi doit dès lors être également replacée dans le contexte socio-culturel de la Tunisie des années 1930, alors sous protectorat français, marqué par l'émergence d'un mouvement d'idées, comme le désir de réformes de l'enseignement, et des concepts culturels tels que l'égalitarisme, le mouvement national, le rapport avec l'autre, l'interprétation et l'analyse du patrimoine, la liberté d'expression ou le syndicalisme.
Chebbi reprend ces idées dans ses conférences et son Journal. Le long métrage Thalathoun (Trente, sorti en 2008) de Fadhel Jaziri témoigne de cette appartenance de Chebbi à ce contexte historique particulier. Faouzia Mezzi le compare par ailleurs à un « Tahar Haddad de la poésie », Haddad appartenant également à cette génération présentée dans Thalathoun.

### Influences exercées par Chebbi
Chebbi n'a que peu influencé ses contemporains. Dans les années 1930, le monde arabe totalement sous domination coloniale n'est pas inscrit, à quelques exceptions près, dans les courants poétiques modernes comme le surréalisme, le futurisme et Dada. Jusqu'à cette période, il existe un décalage entre la poésie arabe et la poésie occidentale moderne et ce n'est que durant les années 1940 que la poésie arabe est totalement imprégnée des nouveaux courants poétiques.
Il faut attendre les années 1970 pour qu'un mouvement littéraire, Fi ghayr al-amoudi wal-hurr (Poésie autre que métrique et libre), soit lancé par de jeunes poètes comme Habib Zannad, Tahar Hammami et Fadhila Chebbi, cousine d'Abou el Kacem et première poétesse à sortir de la métrique classique. Ils se libèrent de la métrique poétique arabe, voire du vers libre et s'imprègnent de la poésie libre de Jacques Prévert pour évoquer des expériences du quotidien dans un langage imagé et accessible,,. Au-delà de ce mouvement, d'autres poètes comme Salah Garmadi dans Al-lahma al-hayya (Chair vive, 1970) écrivent avec des mots typiquement tunisiens, gardent le vers libre et cherchent des thèmes plus universels, déstabilisant ainsi une « écriture trop conformiste ».
Chebbi reste jusqu'au XXIe siècle l'un des poètes arabes les plus lus par les arabophones. Il est aussi le poète tunisien le plus connu dans le monde arabe, l'un des plus grands poètes arabes du XXe siècle, le plus grand Nord-Africain de ce même siècle et une figure importante de la littérature arabe moderne. Ses Chants de la vie sont devenus un véritable « bréviaire pour les poètes tunisiens et arabes ». Sa poésie est par ailleurs incluse dans les programmes scolaires et universitaires et on lui consacre régulièrement des thèses.

## Héritage

### Reconnaissance tardive
Chebbi laisse un total de 132 poèmes et des articles parus dans différentes revues d'Égypte et de Tunisie,. Mais il ne parvient pas, malgré trois tentatives, à faire éditer son diwan, recueil de poèmes qu'il a sélectionnés peu de temps avant sa mort et qui n'est publié qu'en 1955 au Caire — soit 21 ans après. C'est fait grâce à son frère Lamine, aidé par le poète égyptien Ahmed Zaki Abou Chadi, alors animateur de la revue Apollo. Traduit dans plusieurs langues, son diwan est réédité à plusieurs reprises, notamment à l'occasion du trentième anniversaire de sa mort, avec une introduction rédigée par Lamine Chebbi. Cette commémoration donne lieu à un festival international qui dure du 24 au 28 février 1966 et au cours duquel Chedli Klibi, alors ministre de la Culture, déclare : 
« C'est un témoignage de fidélité que de penser [...] à élargir le cercle des participants de cet anniversaire, pour que ce festival soit à l'unisson de la volonté du poète [...] : il a voulu en effet qu'elle soit à l'échelle du monde arabe. »

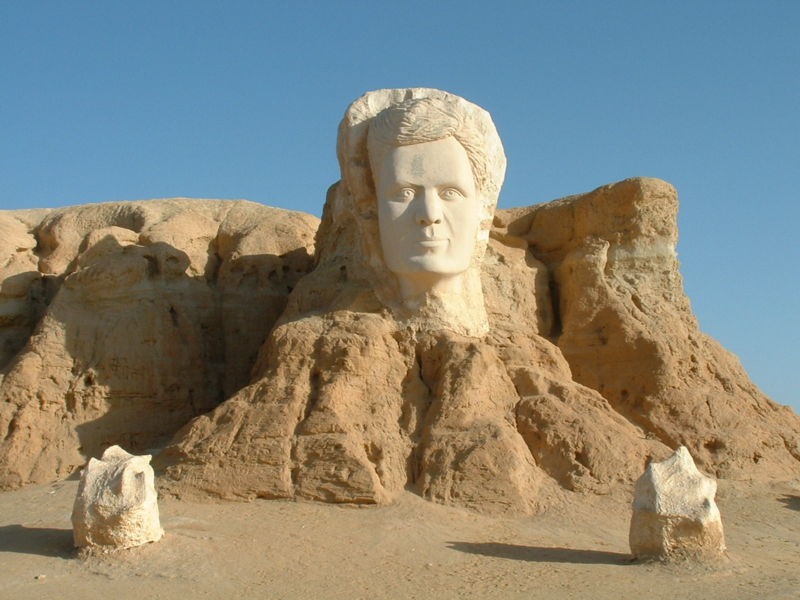
Buste de Chebbi au lieu-dit Ras El Aïn à Tozeur.

Un colloque est organisé à l'occasion du cinquantenaire de sa mort : Chebbi y est regardé comme étant un « poète mystique, nationaliste, révolutionnaire et philosophe ». Mikhail Naimy qualifie également Chebbi de « poète unique en son genre ». Jean Fontaine note néanmoins que, bien que « pas moins de 2 000 livres et 600 articles parlent de lui [...], le lecteur n'a pas encore à sa disposition ses œuvres complètes. Celles qui ont été publiées par la Maison tunisienne de l'édition, à l'occasion du cinquantième anniversaire de sa mort en 1984 (deux tomes sans même une pagination continue dans chaque volume), ne le sont pas [complètes] ».
La reconnaissance du génie de Chebbi est en effet aussi bien marquante que tardive. Si sa santé avait été moins fragile, Chebbi aurait sans doute laissé un héritage beaucoup plus important. Najla Arfaoui regrette que Chebbi soit « un mortel que la nature n'a pas favorisé » et résume sa capacité à allier maladie et poésie en ces termes : « Dans sa lutte contre la maladie, [...] la poésie était pour lui l'expression de cet affrontement douloureux ».
L'année 2009 est celle de la célébration du centenaire de la naissance du poète. Elle est donc jalonnée de tout un programme culturel et littéraire, destiné à enrichir la vie culturelle tunisienne. Il est ainsi mis à l'honneur le 9 juillet à l'occasion du Festival international de Carthage, lors d'une opérette du nom d'Al Sabah Al Jadid (« Le Matin nouveau »), montée par Wahida Saghir Baltaji et mise en scène par Hatem Derbal avec une musique du compositeur Rachid Yeddes et un scénario de Mohsen Ben Nefissa, et où le poète est joué par l'acteur Mehdi Ayach. En outre, la Banque de Tunisie (BT) édite un recueil d'une trentaine de ses poèmes, avec une nouvelle préface de son PDG Alya Abdallah. Cet ouvrage est en fait la réédition d'un recueil publié initialement en 1984 à l'occasion du centenaire de la banque et qui contenait une préface d'Ezzedine Madani et une introduction de Boubaker Mabrouk, ancien PDG de la BT. Dans l'édition de 2009, le texte est agrémenté de tableaux d'Abdelaziz Gorgi, Mahmoud Sehili, Hatem El Mekki et Zoubeir Turki.
Le 24 octobre 2010, le film tunisien Abou El Kacem Chebbi, le poète de l'amour et de la liberté (2009) remporte le Grand prix du Festival international du film documentaire de Khouribga. Ce documentaire de quarante minutes réalisé et produit par Hajer Ben Nasr remporte également le prix du jury de la critique Noureddine-Kachti.
Le poème Ela Toghat Al Alaam devient en 2011 un slogan populaire dans le cadre de la révolution tunisienne, puis de celle égyptienne. Dans cette optique, le Marocain Réda Allali, leader du groupe Hoba Hoba Spirit, sort en 2011 une chanson intitulée La Volonté de vivre où il mêle citations du poème éponyme et slogans des manifestants du mouvement du 20 Février.

### Hommages

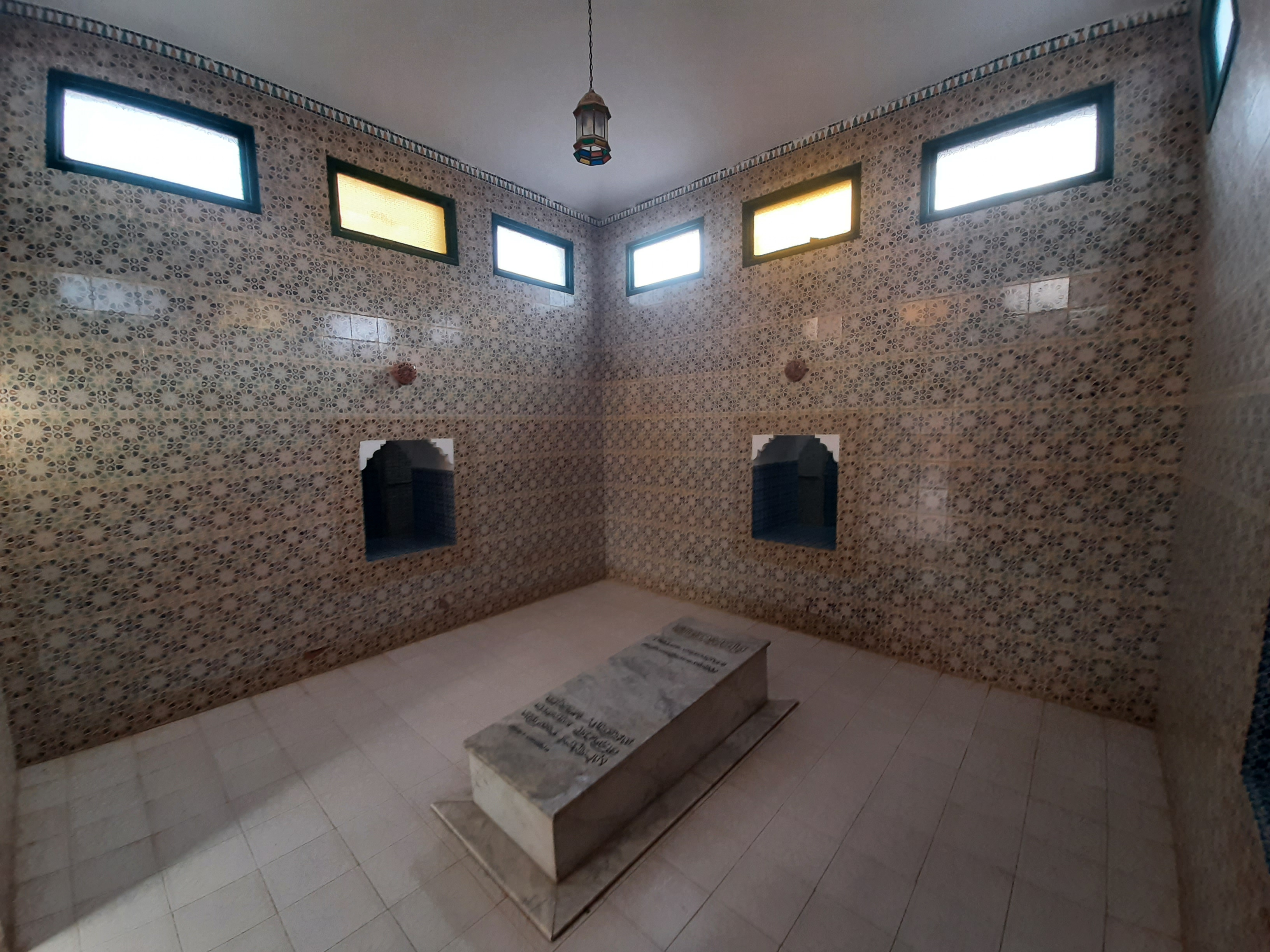
Tombeau du poète à Tozeur.

En 1953, la collection Autour du monde des éditions Seghers à Paris publie certains de ses poèmes traduits en français. En juin 1955, à l'occasion du retour de Habib Bourguiba en Tunisie les deux premiers vers de son poème La Volonté de vivre sont intégrés à la fin de l'hymne national tunisien Humat Al-Hima, sans doute par le nationaliste Mongi Slim : 
Lorsqu'un jour le peuple veut vivre, force est pour le destin de répondre,

Force est pour les ténèbres de se dissiper, force est pour les chaînes de se briser.
Un prix littéraire, créé à son nom, par Boubaker Mabrouk, en 1984 ou 1986 selon les sources, récompense chaque année un manuscrit d'un auteur tunisien, et, dès 1994, celui d'un auteur arabe en général,. Placé sous l'égide du ministère de la Culture, le prix a une valeur de 10 000 dinars tunisiens en 2010.

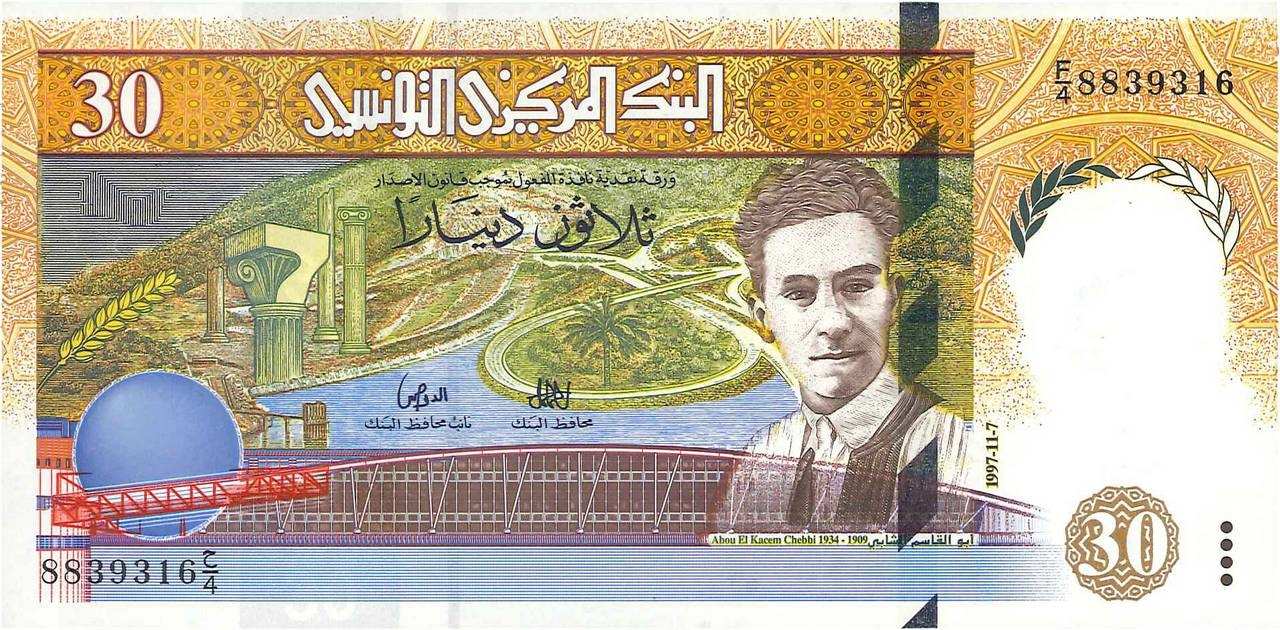
Billet de trente dinars à l'effigie du poète (1997-2013).

On trouve également à Tozeur, sa ville natale, de nombreuses traces de Chebbi : son tombeau, transformé ensuite en mausolée, est inauguré le 17 mai 1946, un médaillon de bronze est scellé au mur de Bab El Hawa en 1995, une statue le représentant est érigée dans la zone touristique en 2000 et son buste est élevé aux environs de Tozeur, en 2002, face à un aigle. La galerie de peinture du musée Dar Cheraït, fondé en 1990 par Abderrazak Cheraït à Tozeur, lui rend également hommage.
Le portrait de Chebbi figure sur quatre timbres de la Poste tunisienne basés sur des dessins de Hatem El Mekki (1962 et 1984),, Yosr Jamoussi (1995) et Skander Gader (2009), ainsi que sur le billet de trente dinars émis le 7 novembre 1997 par la Banque centrale de Tunisie puis sur le billet de dix dinars émis le 28 novembre 2013. Enfin, des rues, des places, le lycée de Kasserine, un club littéraire situé à El Ouardia et une salle du palais présidentiel de Carthage portent son nom.

## Publications
- Ô Amour (1924)
- Tounis al-Jamila (La Belle Tunisie, 1925)
- La Guerre (1926)
- Chakwat Yatim (La Complainte de l'orphelin, 1926)
- Le Chant du tonnerre (1926)
- Poésie (1927)
- Rivière d'amour (1927)
- D'hier à aujourd'hui (1927)
- L'Éclat de la vérité (1927)
- L'Imagination poétique chez les Arabes, essai-conférence (1929)
- C'en est trop mon cœur (1929)
- Ilâ Allah (À Dieu, 1929)
- Ya Ibna Ommi (Ô mon frère, 1929)
- Le Prophète méconnu (1930)
- Salawat fi hakel al-Hob (Prières au temple de l'amour, 1931)
- Pastorale (1933)
- Iradat al-Hayet (La volonté de vivre, 1933)
- Mes chansons (1933)
- Sous les branches (1933)
- La Chanson de Prométhée (1933)
- L'Aveu (1934)
- Le Cœur du poète (1934)
- Ela Toghat Al Alaam (Aux tyrans du monde, 1934)
- Aghani al-Hayat (Les chants de la vie, 1955)
- Journal (1965[97],[98])
- Correspondances (1965)

La plupart des poèmes de Chebbi sont traduits en français par Ameur Ghédira. Lors d'un colloque sur le thème de « La traduction de la littérature tunisienne en langues étrangères », Rafiq Ben Ouennes est le seul à émettre un avis favorable sur la traduction qu'il a examinée lors de la deuxième séance scientifique. En l'occurrence, cette traduction est celle des poèmes de Chebbi qui est, selon Ben Ouennes, la seule à avoir atteint un degré de perfection. Lors de la troisième séance scientifique, Ahmed Remadi relève « quelques incohérences sans gravité » dans la traduction en français du Journal de Chebbi par Mongi Chemli et Mohamed Ben Ismaïl. Il estime tout de même qu'elle dévoile « un grand effort de transmission des idées de Chebbi dans un style purement français ».
En 2019, Les Centres du monde éditions publient un recueil de textes choisis d'Abou el Kacem Chebbi, traduits par Inès Horchani sous le titre Si seulement ma poésie, qui reprend l'expression arabe Layta chi'rî ; cette anthologie met en lumière la solitude du poète et son besoin de justice et de beauté.

### Français
- Abderrazak Cheraït, Abou el Kacem Chebbi, Tunis, Appolonia, 2002, 159 p. (ISBN 978-9973827128, lire en ligne).
- Mohamed Farid Ghazi (ar), « Le milieu zitounien de 1920 à 1933 et la formation d'Abu-l-Qacim ach-Chabbi, poète tunisien (1909-1934) », Les Cahiers de Tunisie, no 28,‎ 1959, p. 437-474 (ISSN 0008-0012, lire en ligne, consulté le 14 mai 2024).
- Inès Horchani, Si seulement ma poésie..., Le Mans, Les Centres du monde éditions, 2019 (ISBN 978-2490780129).
- Mohamed Hassen Zouzi-Chebbi, La Philosophie du poète : l'exemple d'un poète tunisien de langue arabe, Abul Qacem Chabbi, 1909-1934, Paris, L'Harmattan, 2005, 226 p. (ISBN 978-2747592529).

### Arabe
- (ar) Ameur Ghedira, الشابي : ترجمة حياته وترجمة اشعاره [« Chabbi ou le mal de vivre »], Tunis, Société d'arts graphiques d'édition et de presse,‎ 1986, 120 p. (OCLC 959832928).
- (ar) Abou el Kacem Mohamed Kerrou, Chebbi : sa vie, sa poésie, Tunis, Al Horria, coll. « Livre d'Al Horria », 2009.

### Italien
- (it) Salvatore Mugno (it), « Il difficile mestiere di « Poeta nazionale » », dans Abu'l-Qasim Ash-Shabbipréface=Abderrazak Bannou, I canti della vita, Trapani, Di Girolamo Editore, 2008 (ISBN 978-8887778205), p. 15-44.